# Église Saint-Benoît de Chicago
Pour les articles homonymes, voir Église Saint-Benoît.
L'église Saint-Benoît (anglais : Saint Benedict Catholic Church) est une église catholique située au 2215 W. Irving Park Road, juste au nord du quartier de Roscoe Village dans le secteur de North Center à Chicago, dans l'État de l'Illinois, aux États-Unis. Dédiée au fondateur de l'ordre de Saint-Benoît, l'église fait partie de l'archidiocèse de Chicago.

## Description
Située sur Irving Park Road, entre Damen Avenue et Western Avenue, l'église se trouve au cœur de North Center, un secteur de la ville de Chicago. La paroisse et l'école préparatoire Saint-Benoît sont un point d'ancrage pour la communauté locale. Le quartier dans lequel elle se trouve est sûr et abrite de nombreux commerces et restaurants ainsi qu'une population majoritairement constituée de familles.

## Histoire
Dédiée au fondateur de l'ordre de Saint-Benoît, l'histoire de la paroisse Saint-Benoît de Chicago a commencé en 1902 lorsque les catholiques locaux ont cherché à offrir un programme d'éducation à leurs enfants dans le quartier de North Center.
Au tournant du XXe siècle, alors que la plupart des propriétés du quartier de West Lakeview étaient encore des terres agricoles, les familles catholiques allemandes de ce secteur étaient des membres périphériques de la paroisse St. Matthias, située sur Ainslie Street et Claremont Avenue. Bien que les demandes initiales de création d'une école catholique à proximité aient été rejetées par l'archevêque de Chicago, l'esprit pionnier des familles a prévalu et la nouvelle paroisse de Saint-Benoît a été créée.
La croissance de la paroisse a été rapide, passant de 90 familles en 1902 à environ 350 familles en 1908, avec 300 enfants fréquentant l'école paroissiale. Les familles s'installent dans le secteur depuis tous les quartiers de la ville, mais surtout depuis d'autres paroisses allemandes, dont la paroisse St. Joseph, la première paroisse allemande du North Side (1846).
En 1916, les effectifs de la paroisse avaient atteint environ 800 familles et la construction d'une nouvelle structure d'église était impérative.
La croissance continue au cours des années suivantes comprend l'achèvement de l'école primaire (1924), la construction d'un couvent sur Leavitt (1927), aujourd'hui connu sous le nom de « Laboure House », un merveilleux exemple d'aide aux personnes âgées de notre communauté et un rappel des sœurs qui ont enseigné à l'école primaire, la création d'une école de commerce de deux ans, qui a accueilli des étudiants dans les années 1920 et 1930, la construction et l'ouverture de l'école secondaire (1950), et la construction et l'inauguration du gymnase (1954).
Au milieu des années 1990, le bâtiment de l'église était confronté à un certain nombre de problèmes d'entretien. En tête de liste des réparations nécessaires figurait la restauration du toit et des briques.
Aujourd'hui, la paroisse Saint-Benoît est une communauté de près de 3 200 personnes.